# Совська балка
Со́вська ба́лка — ландшафтний заказник місцевого значення в Україні. Розташований на території Солом'янського району міста Києва, біля вулиці Петра Радченка.
Площа — 37,23 га, статус отриманий у 2020 році. Перебуває у віданні: Комунальне підприємство по утриманню зелених насаджень Солом'янського району м. Києва.
Балка є одним із останніх великих зелених масивів цієї місцевості. Рослинність представлена поєднанням клена гостролистого, ясена та робінії псевдоакації. Особливою цінністю виділяється ясен високий. Цей вид внаслідок вирубування дубів на фортифікаційні та будівельні потреби став на схилах довколишніх пагорбів основною породою. Крім того, на території схилів трапляються щавель лісовий, будра плющеподібна, що належать до списку дикорослих корисних рослин України.
Територія заказника цінна для збереження тваринного світу міста, в тому числі, рідкісних. Зокрема, на схилах трапляється ропуха сіра. Також, на озелениних схилах гніздуються різні види горобиних птахів: синиці, повзики, підкоришники, кропив'янки, мухолови, дрозди та соловейки західні. Велика кількість горобини приваблює сюди сивого та сирійського дятлів, а також дозволяє прогодуватися зграйкам зимуючих снігурів та омелюхів.
У межах урочища мешкає багато видів рідкісних птахів та ссавців, у тому числі такі, що перебувають під охороною Бернської конвенції: їжак білочеревий, мідиця, білозубка звичайна, сова сіра, хатній сич тощо. Урочище є зоною поширення занесених до Червоної книги України видів кажанів, таких як: нетопир середземноморський, вечірниця дозірна та кажан пізній. Усі ці кажани мають бути збережені згідно з ратифікованою Україною Угодою про охорону кажанів у Європі (Euribats).